# Cabo Verde Investimentos
A CI (Cabo Verde Investimentos) é uma agência Cabo-Verdiana de promoção de investimentos e da exportação, de direito público. Entre os seus principais objectivos encontram-se a promoção de condições propícias à realização de projectos de investimento nacional e estrangeiro bem como a promoção da exportação de bens e serviços de origem Cabo-Verdiana.

## Apresentação
A CI, inicialmente denominada de PROMEX - centro de Promoção Turística, do Investimento e das Exportações - foi  criada em 27 de Agosto de 1990, pelo Decreto Lei nº 69/9 e alterada em 21 de Janeiro de 1992.  Novamente viria a ser alterado pela resolução nº 21/2004 de 21 de Setembro que funde o IADE - Instituto de Apoio ao Desenvolvimento Empresarial - e o PROMEX e passa a denominar-se CI - Cabo Verde Investimentos.
A nova denominação foi pois atribuída à CI, pela resolução do Conselho de Ministros nº 21/2004, de 27 de Setembro passando a chamar-se Cabo Verde Investimentos – Agência Cabo-Verdiana de promoção de Investimentos.
Actualmente a organização possui uma equipa que conta com 29 colaboradores incluindo os Membros do Conselho de Administração.

## Missão
- Promover Cabo Verde como destino de investimentos de Turismo;
- Promover o desenvolvimento das vantagens competitivas do país;
- Promover um programa de apoio à exportação de produtos e serviços;
- Identificar e atrair o investimento externo;
- Contribuir para a redução do desemprego e crescimento económico.

## Áreas de Actividade
A Cabo Verde Investimentos é o primeiro ponto de contacto para qualquer investimento em Cabo Verde. É a organização responsável pela promoção e facilitação do investimento em Cabo Verde. A sua principal função é a de estimular o desenvolvimento, expansão e crescimento da economia, promovendo Cabo Verde como um centro competitivo de negócios. Com este propósito foi criado a Plataforma electrónica “Balcão Único de Investimento” que será crucial para a promoção, fixação e acompanhamento do investimento no país. A plataforma irá imprimir uma maior eficiência e eficácia aos processos de investimento, melhorando o entendimento e a comunicação entre a CI, os seus clientes e outros intervenientes, organismos públicos e privados, promotores de projectos de investimentos nacionais e estrangeiros. A plataforma está assente na celeridade e desburocratização do processo de investimento, garantindo que o mesmo seja concluído num período máximo de 75 dias.
Existem duas formas de manifestar ou mesmo submeter o projecto de investimento para aprovação: presencial ou à distância, tendo este último como suporte o Site Institucional da CI.
A CI já apoiou uma série de empresas e empreendedores de sucesso a estabelecerem no país tais com RIU, Hilton, The Resort Group.
No cômputo geral, os países que mais investem em Cabo Verde são os países da União Europeia (Espanha, Itália, Inglaterra, Irlanda, Portugal) mas nesse momento tem aumentado gradualmente o interesse de investidores de países tal como a Angola que tem feito investimentos significativos no país.

## História
A CI, inicialmente denominada de PROMEX - Centro de Promoção Turística, do Investimento e das Exportações  foi criada em 27 de Agosto de 1990, pelo Decreto Lei nº 69/9 e alterada em 21 de Janeiro de 1992. Novamente viria a ser alterado pela resolução nº 21/2004 de 21 de Setembro que funde o IADE, Instituto de Apoio ao Desenvolvimento Empresarial e o PROMEX e passa a denominar-se CI, Cabo Verde Investimentos.